# قصر وينشستر الغامض
قصر وينشستر الغامض هو قصر في سان خوسيه (كاليفورنيا) مقاطعة سانتا كلارا، يقع في الشارع 525 جنوب وينشستر،(الولايات المتحدة). كان في السابق مقراً خاصاً لسارة وينشستر، أرملة وليام ويرت وينشستر رئيس شركة وينشستر لتكرير الأسلحة، والتي هيمنت على صناعة الأسلحة الصغيرة بالولايات المتحدة بين أواخر القرن التاسع عشر وأوائل القرن العشرين.
ٱستلهم القصر حجمه من طراز الملكة آن الفيكتوري التي كانت تشتهر به، ورغم كونه ملكية خاصة، فهو يعتبر نقطة جذب سياحية بارزة، عين من قبل ولاية كاليفورنيا معلمة تاريخية، وتم إدراجه في السجل الوطني للأماكن التاريخية.
ٱشتهر القصر بكونه قصر مسكون بأشباح الأشخاص الذين قتلوا بالبنادق التي تصنعها شركة وينشستر.

## قصة القصر
في عام 1862، وقبل بناء القصر تزوج وليام ويرت وينشستر، نجل اوليفر وينشستر (مؤسس ورئيس شركة وينشستر لتكرير الأسلحة) من سارة وينشستر، بعدها في 12 يوليو 1866، رزق الزوجين بطفلة اسمياها آني باردي وينشستر، لكنها توفيت بعد بضعة أسابيع نتيجة لمرض من أمراض طفولة، ما جعل سارة وينشستر تصاب بإكتئاب عميق. وترفض الإنجاب مرة أخرى، ليبقى الزوجان دون أطفال.
في ديسمبر 1880 خلف وليام ويرت وينشستر والده في شركة وينشستر لتكرير الأسلحة، الشهيرة في تصنيع البنادق، لكنه توفي في مارس 1881 بعد إصابته بمرض السل.
فسيطر على السيدة وينشستر اعتقاد أن لعنة ما سقطت عليها وعلى عائلتها. فأحضرت وسيطا روحيا من بوسطن، نصحها ببناء منزل لها ولجميع الأرواح الذين قتلوا بسبب بندقية وينشستر. كما أضاف أنها ستظل على قيد الحياة مادامت أعمال البناء قائمة.
وفي عام 1884، اشترت سارة وينشستر بالقرب من سانتا كلارا، مزرعة من ثماني غرف، حيث أنفقت ما يعادل اليوم 70 مليون دولار لتجديد وتوسيع المنزل. وقد استمر العمل على مدار الساعة، 7 أيام في الأسبوع، مدة 365 يوما في السنة لمدة 38 عاما. وكانت جل تصاميم القصر مصممة من قبل السيدة وينشستر، والتي كانت في كل ليلة تنزوي في غرفة خاصة هي غرفة واحدة شاغرة بالقصر مخصصة لها فحسب تدعو فيها الأرواح ليشيروا إليها بخطط العمل في التصميم الذي ينبغي القيام به كل يوم، ثم تودع مخطط التنفيذ في صباح اليوم التالي، لكن أعمال البناء توقفت يوم وفاة سارة وينشستر في عام 1922.

## القصر حاليا
يضم قصر وينشستر اليوم 160 غرفة، بين 40 غرفة نوم، 10000 زجاج نوافذ، 47 مواقداً، 17 مدخنة وبعض المعالم الفريدة مثل الأبواب التي تطل على الفراغ، والسلالم التي تؤدي إلى السقوف، والحجرات أو نوافذ خلفية على الأرض.
كما يضم القصر علاوة على ذلك، ابتكارات حديثة جدا لم تكن معروفة في وقت بناءه كالتدفئة المركزية، مرحاض داخلي، سباكة متطورة، ثلاث مصاعد، مفاتيح وحتى دش ساخن.